# Bandera de Cercs
La bandera oficial de Cercs (Berguedà) té la següent descripció:
Bandera apaïsada, de proporcions dos d'alt per tres de llarg, verd fosc, amb un triangle blau clar al vol, de base tota l'alçària del drap, i un xebró ajaçat blanc juxtaposat a les dues parts, naixent dels angles superior i inferior del vol, de gruix 2/9 de la llargària del drap i amb el cim a la meitat del drap; i amb els pics grocs, en aspa, de l'escut posats en un quadrat imaginari d'1/4 de l'alçària del drap, a 1/8 de la vora superior i a 1/12 de la de l'asta.
Va ser aprovada en el ple de l'ajuntament del 8 d'octubre de 2002, i publicat en el DOGC el 27 de novembre de 2002.